# Cobi (bloques de construcción)

Logotipo de Cobi a partir de 2024

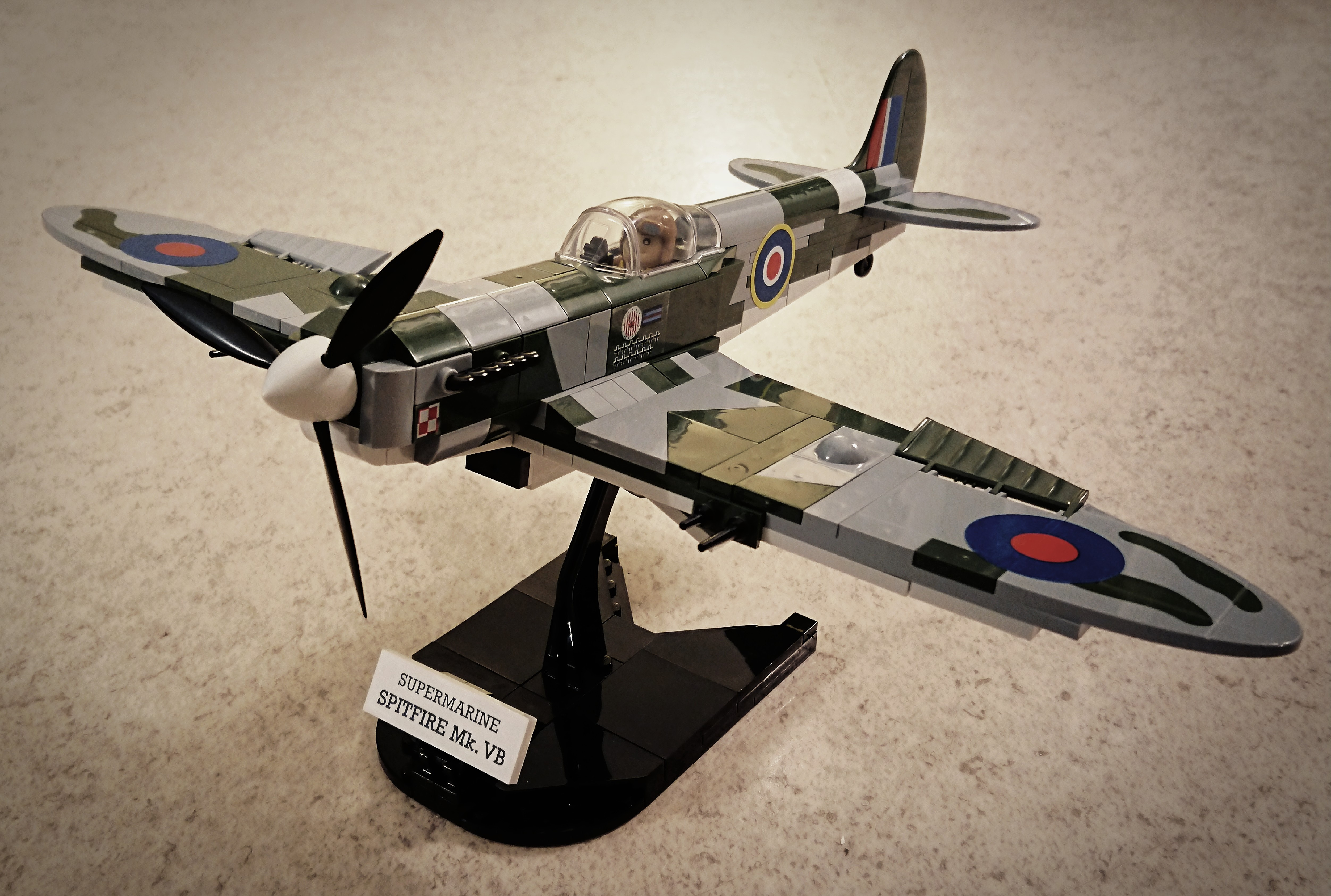
Modelo Cobi de un Supermarine Spitfire

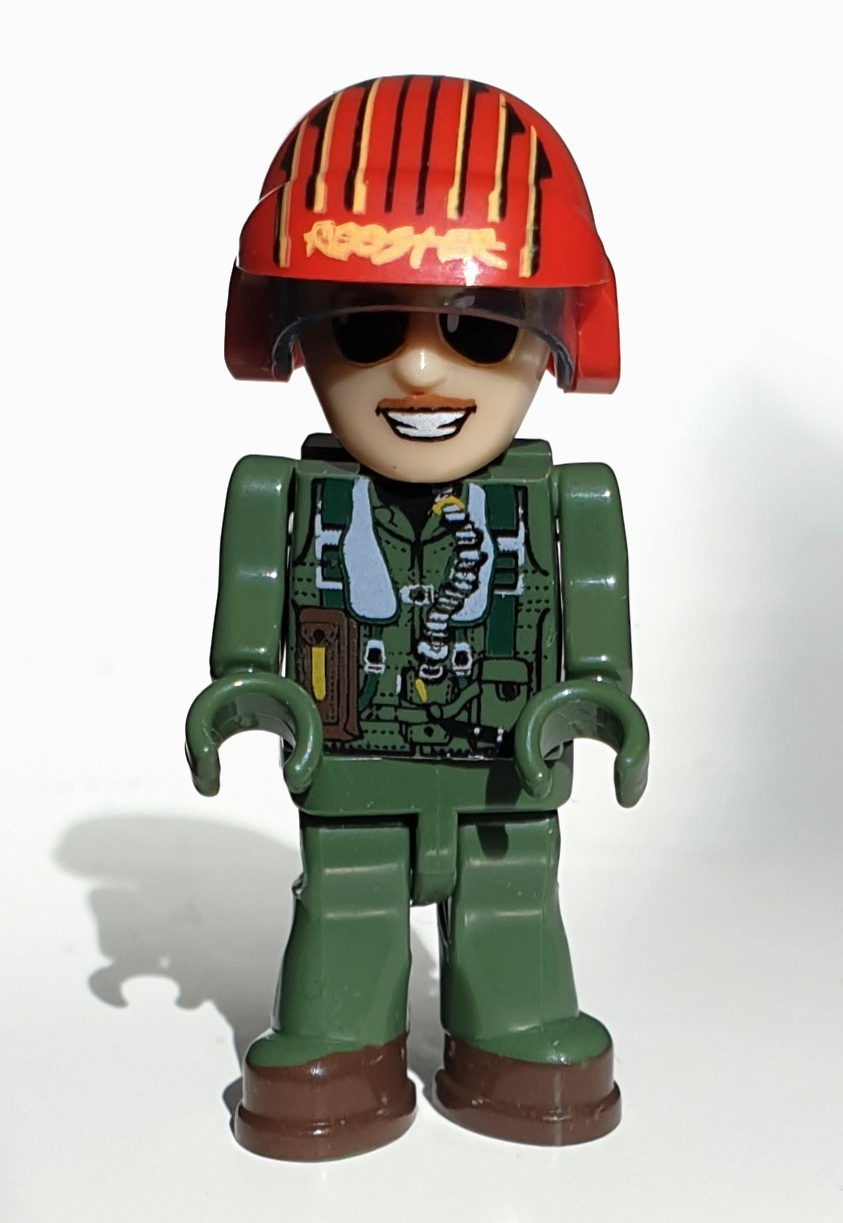
Una minifigura temática de Top Gun Maverick.

Cobi es una empresa de juguetes polaca con sede en Varsovia, Polonia . La empresa se fundó en 1987 y produce rompecabezas y juegos de mesa. En 1992, comenzó a producir bloques de construcción con un sistema de tubos y pernos entrelazados, compatibles con los bloques Lego . Debido a su popularidad, la empresa pasó a producir principalmente juegos de bloques de construcción.

## Temas

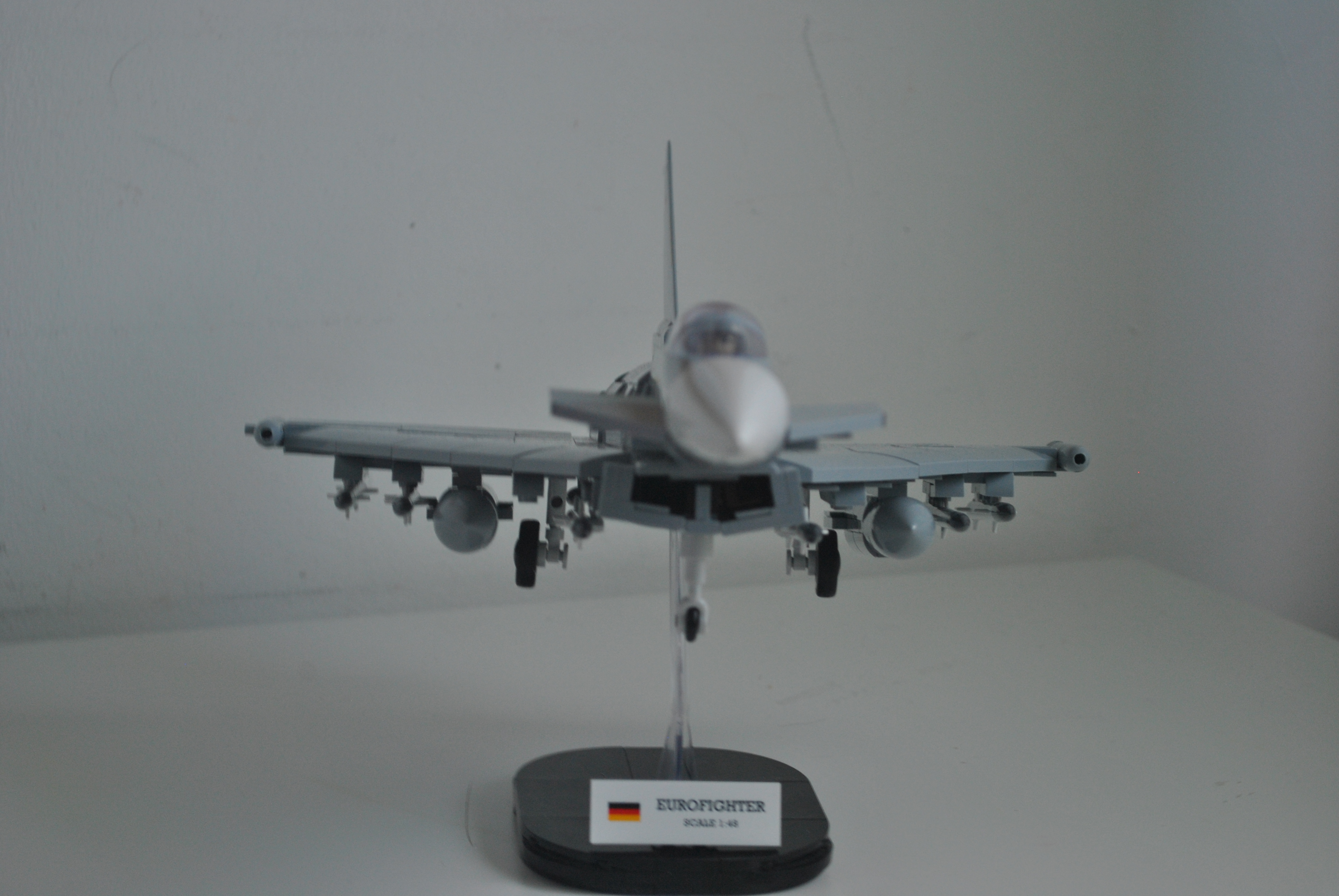
Un Eurofigther Thyphoon Aleman fabricado por la empresa Polaca Cobi

El catálogo de Cobi está dividido por varios temas donde cada uno tiene varios conjuntos de ladrillos. La mayor parte del catálogo se compone de equipamiento militar de los siglos XX y XXI, como tanques, barcos y aviones, ya que Lego tiene la política de no fabricar armas ni equipos militares realistas,  dejando una oportunidad para que otras empresas de bloques de construcción llenen este nicho. Algunos Sets de Cobi, por ejemplo son el 5848 que contiene un caza Eurofigther Thyphoon en escala 1:48 o el set 5743 que contiene un Douglas C-47 Skytrain (Dakota)
También añadir que Cobi tiene varios acuerdos de licencia, como con Company of Heroes 3,  junto con The Tank Museum  en Bovington Camp, y también para algunas películas de Hollywood, como Top Gun: Maverick . 

## Comparación con Lego
Cobi produce una mayor variedad de piezas personalizadas que Lego. En los últimos años, a menudo han impreso sus bloques, en lugar de utilizar pegatinas. Las minifiguras tienen el mismo tamaño que las figuras de Lego, pero tienen una cabeza más tridimensional, con la nariz sobresaliendo, y un cuerpo menos bloqueable. Además, debido a las restricciones de Lego en materia de armas, Cobi es uno de los líderes de la empresa de ladrillos de construcción en este sector.

## Fusión
Cobi y Best-Lock, un fabricante británico de bloques de construcción con fuerte presencia en Norteamérica y Asia, anunciaron una fusión el 2 de febrero de 2006. Desde entonces, la fusión ha dado como resultado juguetes de bloques de construcción de marca compartida. Los juguetes todavía se venden bajo las etiquetas separadas Best-Lock y Cobi, pero muchos juegos de Cobi aparecen en minoristas norteamericanos como Toys R' Us y Amazon.com bajo la marca Best-Lock.